# کوزیانوو
کوزیانوو (انگلیسی: Kuzyanovo) یک شهرک در شهرستان ایشیمبایسکی استان باشقیرستان کشور روسیه است.